# Division Élite 2023
La Division Élite 2023 è la 42ª edizione del campionato di football americano di primo livello, organizzato dalla FFFA.

## Squadre partecipanti
| Club                           | Città               | Stadio | Sponsor ufficiale | Risultato nella stagione 2022 |
| ------------------------------ | ------------------- | ------ | ----------------- | ----------------------------- |
| Argonautes d'Aix-en-Provence   | Aix-en-Provence     |        |                   |                               |
| Black Panthers de Thonon       | Thonon-les-Bains    |        |                   |                               |
| Blue Stars de Marseille        | Marsiglia           |        |                   |                               |
| Centaures de Grenoble          | Grenoble            |        |                   |                               |
| Cougars de Saint-Ouen-l'Aumône | Saint-Ouen-l'Aumône |        |                   |                               |
| Dauphins de Nice               | Nizza               |        |                   |                               |
| Flash de La Courneuve          | La Courneuve        |        |                   |                               |
| Grizzlys Catalans              | Perpignano          |        |                   |                               |
| Molosses d'Asnières            | Asnières-sur-Seine  |        |                   |                               |
| Ours de Toulouse               | Tolosa              |        |                   |                               |
| Pionniers de Touraine          | Tours               |        |                   |                               |
| Spartiates d'Amiens            | Amiens              |        |                   |                               |

## Stagione regolare

### Calendario

#### 1ª giornata
| 4 febbraio 2023, ore 19:00 | Pionniers de Touraine | 28 – 24 referto | Spartiates d'Amiens | \| Arbitro: \| Gautier \| |
| Arbitro:                   | Gautier               |                 |                     |                           |

| 4 febbraio 2023, ore 19:00 | Dauphins de Nice | 36 – 3 referto | Centaures de Grenoble | \| Arbitro: \| Vigne \| |
| Arbitro:                   | Vigne            |                |                       |                         |

| 4 febbraio 2023, ore 20:00 | Molosses d'Asnières | 14 – 26 referto | Flash de La Courneuve | \| Arbitro: \| Hunkeler \| |
| Arbitro:                   | Hunkeler            |                 |                       |                            |

| 5 febbraio 2023, ore 13:00 | Grizzlys Catalans | 14 – 26 referto | Blue Stars de Marseille | \| Arbitro: \| Prud'Homme \| |
| Arbitro:                   | Prud'Homme        |                 |                         |                              |

| 5 febbraio 2023, ore 14:00 | Cougars de Saint-Ouen-l'Aumône | 14 – 38 referto | Black Panthers de Thonon | \| Arbitro: \| Perez-Canto \| |
| Arbitro:                   | Perez-Canto                    |                 |                          |                               |

| 5 febbraio 2023, ore 14:00 | Argonautes d'Aix-en-Provence | 7 – 17 referto | Ours de Toulouse | \| Arbitro: \| Vigne \| |
| Arbitro:                   | Vigne                        |                |                  |                         |

#### Anticipi 1
| 11 febbraio 2023, ore 19:00 | Dauphins de Nice | 15 – 20 referto | Grizzlys Catalans | \| Arbitro: \| Vigne \| |
| Arbitro:                    | Vigne            |                 |                   |                         |

#### 2ª giornata
| 18 febbraio 2023, ore 19:00 | Black Panthers de Thonon | 49 – 7 | Pionniers de Touraine |  |

| 18 febbraio 2023, ore 19:00 | Spartiates d'Amiens | 33 – 44 referto | Molosses d'Asnières | \| Arbitro: \| Robillard \| |
| Arbitro:                    | Robillard           |                 |                     |                             |

| 18 febbraio 2023, ore 19:00 | Ours de Toulouse | 40 – 2 referto | Centaures de Grenoble | \| Arbitro: \| Prud'Homme \| |
| Arbitro:                    | Prud'Homme       |                |                       |                              |

| 18 febbraio 2023, ore 20:00 | Flash de La Courneuve | 47 – 6 referto | Cougars de Saint-Ouen-l'Aumône | \| Arbitro: \| Perez-Canto \| |
| Arbitro:                    | Perez-Canto           |                |                                |                               |

| 19 febbraio 2023, ore 14:00 | Blue Stars de Marseille | 36 – 0 referto | Argonautes d'Aix-en-Provence | \| Arbitro: \| Vigne \| |
| Arbitro:                    | Vigne                   |                |                              |                         |

#### 3ª giornata
| 25 febbraio 2023, ore 19:00 | Pionniers de Touraine | 27 – 13 referto | Cougars de Saint-Ouen-l'Aumône | \| Arbitro: \| Gautier \| |
| Arbitro:                    | Gautier               |                 |                                |                           |

| 25 febbraio 2023, ore 19:00 | Centaures de Grenoble | 0 – 15 referto | Argonautes d'Aix-en-Provence | \| Arbitro: \| Frossard \| |
| Arbitro:                    | Frossard              |                |                              |                            |

| 25 febbraio 2023, ore 20:00 | Molosses d'Asnières | 6 – 35 referto | Black Panthers de Thonon | \| Arbitro: \| Hunkeler \| |
| Arbitro:                    | Hunkeler            |                |                          |                            |

| 25 febbraio 2023, ore 20:00 | Flash de La Courneuve | 64 – 0 referto | Spartiates d'Amiens | \| Arbitro: \| Perez-Canto \| |
| Arbitro:                    | Perez-Canto           |                |                     |                               |

| 26 febbraio 2023, ore 13:00 | Grizzlys Catalans | 21 – 21 referto | Ours de Toulouse | \| Arbitro: \| Latger \| |
| Arbitro:                    | Latger            |                 |                  |                          |

#### 4ª giornata
| 11 marzo 2023, ore 19:00 | Black Panthers de Thonon | 59 – 0 referto | Spartiates d'Amiens | \| Arbitro: \| Frossard \| |
| Arbitro:                 | Frossard                 |                |                     |                            |

| 11 marzo 2023, ore 19:00 | Pionniers de Touraine | 28 – 34 | Flash de La Courneuve |  |

| 11 marzo 2023, ore 19:00 | Ours de Toulouse | 6 – 13 referto | Dauphins de Nice | \| Arbitro: \| Silverio \| |
| Arbitro:                 | Silverio         |                |                  |                            |

| 12 marzo 2023, ore 13:00 | Blue Stars de Marseille | 40 – 9 referto | Centaures de Grenoble | \| Arbitro: \| Vigne \| |
| Arbitro:                 | Vigne                   |                |                       |                         |

| 12 marzo 2023, ore 14:00 | Cougars de Saint-Ouen-l'Aumône | 6 – 7 referto | Molosses d'Asnières | \| Arbitro: \| Perez-Canto \| |
| Arbitro:                 | Perez-Canto                    |               |                     |                               |

| 12 marzo 2023, ore 14:00 | Argonautes d'Aix-en-Provence | 7 – 14 referto | Grizzlys Catalans | \| Arbitro: \| Hunkeler \| |
| Arbitro:                 | Hunkeler                     |                |                   |                            |

#### 5ª giornata
| 18 marzo 2023, ore 19:00 | Spartiates d'Amiens | 19 – 25 referto | Cougars de Saint-Ouen-l'Aumône | \| Arbitro: \| Petit \| |
| Arbitro:                 | Petit               |                 |                                |                         |

| 18 marzo 2023, ore 19:00 | Black Panthers de Thonon | 14 – 14 referto | Flash de La Courneuve | \| Arbitro: \| Perez-Canto \| |
| Arbitro:                 | Perez-Canto              |                 |                       |                               |

| 18 marzo 2023, ore 19:00 | Centaures de Grenoble | 26 – 28 referto | Grizzlys Catalans | \| Arbitro: \| Frossard \| |
| Arbitro:                 | Frossard              |                 |                   |                            |

| 18 marzo 2023, ore 19:00 | Dauphins de Nice | 24 – 7 referto | Argonautes d'Aix-en-Provence | \| Arbitro: \| Vigne \| |
| Arbitro:                 | Vigne            |                |                              |                         |

| 18 marzo 2023, ore 20:00 | Molosses d'Asnières | 10 – 7 referto | Pionniers de Touraine | \| Arbitro: \| Lejeune \| |
| Arbitro:                 | Lejeune             |                |                       |                           |

| 19 marzo 2023, ore 14:00 | Blue Stars de Marseille | 27 – 0 referto | Ours de Toulouse | \| Arbitro: \| Vigne \| |
| Arbitro:                 | Vigne                   |                |                  |                         |

#### 6ª giornata
| 1º aprile 2023, ore 19:00 | Black Panthers de Thonon | 55 – 15 referto | Cougars de Saint-Ouen-l'Aumône | \| Arbitro: \| Hunkeler \| |
| Arbitro:                  | Hunkeler                 |                 |                                |                            |

| 1º aprile 2023, ore 19:00 | Spartiates d'Amiens | 12 – 22 referto | Pionniers de Touraine | \| Arbitro: \| Robillard \| |
| Arbitro:                  | Robillard           |                 |                       |                             |

| 1º aprile 2023, ore 19:00 | Centaures de Grenoble | 14 – 16 | Ours de Toulouse |  |

| 1º aprile 2023, ore 20:00 | Flash de La Courneuve | 27 – 9 referto | Molosses d'Asnières | \| Arbitro: \| Perez-Canto \| |
| Arbitro:                  | Perez-Canto           |                |                     |                               |

| 2 aprile 2023, ore 13:00 | Grizzlys Catalans | 10 – 6 referto | Dauphins de Nice | \| Arbitro: \| Lejeune \| |
| Arbitro:                 | Lejeune           |                |                  |                           |

| 2 aprile 2023, ore 14:00 | Argonautes d'Aix-en-Provence | 0 – 7 referto | Blue Stars de Marseille | \| Arbitro: \| Labrouve \| |
| Arbitro:                 | Labrouve                     |               |                         |                            |

#### 7ª giornata
| 8 aprile 2023, ore 19:00 | Pionniers de Touraine | 14 – 38 | Black Panthers de Thonon |  |

| 8 aprile 2023, ore 19:00 | Ours de Toulouse | 35 – 34 referto | Grizzlys Catalans | \| Arbitro: \| Castaing \| |
| Arbitro:                 | Castaing         |                 |                   |                            |

| 8 aprile 2023, ore 20:00 | Molosses d'Asnières | 31 – 14 referto | Spartiates d'Amiens | \| Arbitro: \| Perez-Canto \| |
| Arbitro:                 | Perez-Canto         |                 |                     |                               |

| 9 aprile 2023, ore 13:00 | Blue Stars de Marseille | 24 – 14 referto | Dauphins de Nice | \| Arbitro: \| Labrouve \| |
| Arbitro:                 | Labrouve                |                 |                  |                            |

| 9 aprile 2023, ore 14:00 | Cougars de Saint-Ouen-l'Aumône | 6 – 22 referto | Flash de La Courneuve | \| Arbitro: \| Perez-Canto \| |
| Arbitro:                 | Perez-Canto                    |                |                       |                               |

| 9 aprile 2023, ore 14:00 | Argonautes d'Aix-en-Provence | 7 – 10 referto | Centaures de Grenoble | \| Arbitro: \| Frossard \| |
| Arbitro:                 | Frossard                     |                |                       |                            |

#### 8ª giornata
| 22 aprile 2023, ore 19:00 | Black Panthers de Thonon | 42 – 13 referto | Molosses d'Asnières | \| Arbitro: \| Frossard \| |
| Arbitro:                  | Frossard                 |                 |                     |                            |

| 22 aprile 2023, ore 19:00 | Spartiates d'Amiens | 0 – 55 referto | Flash de La Courneuve | \| Arbitro: \| Perez-Canto \| |
| Arbitro:                  | Perez-Canto         |                |                       |                               |

| 22 aprile 2023, ore 19:00 | Ours de Toulouse | 7 – 0 referto | Argonautes d'Aix-en-Provence | \| Arbitro: \| Prud'Homme \| |
| Arbitro:                  | Prud'Homme       |               |                              |                              |

| 22 aprile 2023, ore 19:00 | Centaures de Grenoble | 28 – 23 referto | Dauphins de Nice | \| Arbitro: \| Mallet \| |
| Arbitro:                  | Mallet                |                 |                  |                          |

| 23 aprile 2023, ore 14:00 | Cougars de Saint-Ouen-l'Aumône | 6 – 7 referto | Pionniers de Touraine | \| Arbitro: \| Perez-Canto \| |
| Arbitro:                  | Perez-Canto                    |               |                       |                               |

| 23 aprile 2023, ore 14:00 | Blue Stars de Marseille | 24 – 19 referto | Grizzlys Catalans | \| Arbitro: \| Vigne \| |
| Arbitro:                  | Vigne                   |                 |                   |                         |

#### Recuperi 1
| 29 aprile 2023, ore 19:00 | Dauphins de Nice | 12 – 10 referto | Blue Stars de Marseille | \| Arbitro: \| Vigne \| |
| Arbitro:                  | Vigne            |                 |                         |                         |

#### 9ª giornata
| 6 maggio 2023, ore 19:00 | Spartiates d'Amiens | 14 – 56 (8-28 6-7 0-7 0-14) referto 2 | Black Panthers de Thonon | \| Arbitro: \| Robillard \| |
| Arbitro:                 | Robillard           |                                       |                          |                             |

| 6 maggio 2023, ore 19:00 | Dauphins de Nice | 10 – 21 referto | Ours de Toulouse | \| Arbitro: \| Vigne \| |
| Arbitro:                 | Vigne            |                 |                  |                         |

| 6 maggio 2023, ore 19:00 | Centaures de Grenoble | 7 – 34 referto | Blue Stars de Marseille | \| Arbitro: \| Frossard \| |
| Arbitro:                 | Frossard              |                |                         |                            |

| 6 maggio 2023, ore 20:00 | Molosses d'Asnières | 16 – 16 referto | Cougars de Saint-Ouen-l'Aumône | \| Arbitro: \| Hunkeler \| |
| Arbitro:                 | Hunkeler            |                 |                                |                            |

| 6 maggio 2023, ore 20:00 | Flash de La Courneuve | 18 – 0 referto | Pionniers de Touraine | \| Arbitro: \| Perez-Canto \| |
| Arbitro:                 | Perez-Canto           |                |                       |                               |

| 7 maggio 2023, ore 13:00 | Grizzlys Catalans | 34 – 26 referto | Argonautes d'Aix-en-Provence | \| Arbitro: \| Prud'Homme \| |
| Arbitro:                 | Prud'Homme        |                 |                              |                              |

#### 10ª giornata
| 20 maggio 2023, ore 19:00 | Cougars de Saint-Ouen-l'Aumône | 42 – 0 referto | Spartiates d'Amiens | \| Arbitro: \| Hunkeler \| |
| Arbitro:                  | Hunkeler                       |                |                     |                            |

| 20 maggio 2023, ore 19:00 | Pionniers de Touraine | 34 – 24 referto | Molosses d'Asnières | \| Arbitro: \| Gautier \| |
| Arbitro:                  | Gautier               |                 |                     |                           |

| 20 maggio 2023, ore 19:00 | Ours de Toulouse | 21 – 14 referto | Blue Stars de Marseille | \| Arbitro: \| Prud'Homme \| |
| Arbitro:                  | Prud'Homme       |                 |                         |                              |

| 20 maggio 2023, ore 20:00 | Flash de La Courneuve | 14 – 21 referto | Black Panthers de Thonon | \| Arbitro: \| Robillard \| |
| Arbitro:                  | Robillard             |                 |                          |                             |

| 21 maggio 2023, ore 13:00 | Grizzlys Catalans | 50 – 38 referto | Centaures de Grenoble | \| Arbitro: \| Prud'Homme \| |
| Arbitro:                  | Prud'Homme        |                 |                       |                              |

| 21 maggio 2023, ore 14:00 | Argonautes d'Aix-en-Provence | 34 – 32 referto | Dauphins de Nice | \| Arbitro: \| Vigne \| |
| Arbitro:                  | Vigne                        |                 |                  |                         |

### Classifiche
Le classifiche della regular season sono le seguenti:
- PCT = percentuale di vittorie, G = partite giocate, V = partite vinte,  P = partite perse, PF = punti fatti, PS = punti subiti

#### Conference A
| Pos. | Squadra                        | PCT  | G  | V | N | P  | PF  | PS  |
| ---- | ------------------------------ | ---- | -- | - | - | -- | --- | --- |
| 1    | Black Panthers de Thonon       | .950 | 10 | 9 | 1 | 0  | 407 | 111 |
| 2    | Flash de La Courneuve          | .850 | 10 | 8 | 1 | 1  | 321 | 98  |
| 3    | Pionniers de Touraine          | .500 | 10 | 5 | 0 | 5  | 174 | 228 |
| 4    | Molosses d'Asnières            | .450 | 10 | 4 | 1 | 5  | 174 | 240 |
| 5    | Cougars de Saint-Ouen-l'Aumône | .250 | 10 | 2 | 1 | 7  | 149 | 238 |
| 6    | Spartiates d'Amiens            | .000 | 10 | 0 | 0 | 10 | 116 | 426 |

#### Conference B
| Pos. | Squadra                      | PCT  | G  | V | N | P | PF  | PS  |
| ---- | ---------------------------- | ---- | -- | - | - | - | --- | --- |
| 1    | Blue Stars de Marseille      | .800 | 10 | 8 | 0 | 2 | 242 | 96  |
| 2    | Ours de Toulouse             | .750 | 10 | 7 | 1 | 2 | 184 | 142 |
| 3    | Grizzlys Catalans            | .650 | 10 | 6 | 1 | 3 | 244 | 224 |
| 4    | Dauphins de Nice             | .400 | 10 | 4 | 0 | 6 | 185 | 163 |
| 5    | Argonautes d'Aix-en-Provence | .200 | 10 | 2 | 0 | 8 | 103 | 181 |
| 6    | Centaures de Grenoble        | .200 | 10 | 2 | 0 | 8 | 137 | 289 |

## Playoff

### Tabellone
|  | Wild Card | Wild Card             | Wild Card               |                         |                          | Semifinali               | Semifinali               | Semifinali |  |  | XXIX Casque de Diamant | XXIX Casque de Diamant | XXIX Casque de Diamant |  |
|  |           |                       |                         |                         |                          |                          |                          |            |  |  |                        |                        |                        |  |
|  |           |                       |                         |                         |                          | 1A                       | Black Panthers de Thonon | 21         |  |  |                        |                        |                        |  |
|  |           |                       |                         |                         |                          | 1A                       | Black Panthers de Thonon | 21         |  |  |                        |                        |                        |  |
|  |           |                       |                         | Pionniers de Touraine   | 14                       |                          |                          |            |  |  |                        |                        |                        |  |
|  | 2B        | Ours de Toulouse      | 26                      | Pionniers de Touraine   | 14                       |                          |                          |            |  |  |                        |                        |                        |  |
|  | 2B        | Ours de Toulouse      | 26                      |                         |                          |                          |                          |            |  |  |                        |                        |                        |  |
|  | 3A        | Pionniers de Touraine | 35                      |                         |                          |                          |                          |            |  |  |                        |                        |                        |  |
|  | 3A        | Pionniers de Touraine | 35                      |                         | Black Panthers de Thonon | Black Panthers de Thonon | 35                       |            |  |  |                        |                        |                        |  |
|  |           |                       |                         |                         |                          |                          |                          |            |  |  |                        |                        |                        |  |
|  |           |                       | Blue Stars de Marseille | Blue Stars de Marseille | 18                       |                          |                          |            |  |  |                        |                        |                        |  |
|  |           |                       |                         | Blue Stars de Marseille | 18                       |                          |                          |            |  |  |                        |                        |                        |  |
|  |           |                       |                         |                         |                          |                          |                          |            |  |  |                        |                        |                        |  |
|  |           |                       |                         |                         |                          |                          |                          |            |  |  |                        |                        |                        |  |
|  |           | 1B                    | Blue Stars de Marseille | 27                      |                          |                          |                          |            |  |  |                        |                        |                        |  |
|  |           |                       |                         | 27                      |                          |                          |                          |            |  |  |                        |                        |                        |  |
|  |           |                       |                         | Flash de La Courneuve   | 20                       |                          |                          |            |  |  |                        |                        |                        |  |
|  | 2A        | Flash de La Courneuve | 41                      | Flash de La Courneuve   | 20                       |                          |                          |            |  |  |                        |                        |                        |  |
|  | 2A        | Flash de La Courneuve | 41                      |                         |                          |                          |                          |            |  |  |                        |                        |                        |  |
|  | 3B        | Grizzlys Catalans     | 31                      |                         |                          |                          |                          |            |  |  |                        |                        |                        |  |

### Wild Card
| 3 giugno 2023, ore 19:00 | Ours de Toulouse | 26 – 35 referto | Pionniers de Touraine | \| Arbitro: \| Vigne \| |
| Arbitro:                 | Vigne            |                 |                       |                         |

| 10 giugno 2023, ore 20:00 | Flash de La Courneuve | 41 – 31 referto | Grizzlys Catalans | \| Arbitro: \| Hunkeler \| |
| Arbitro:                  | Hunkeler              |                 |                   |                            |

### Semifinali
| 17 giugno 2023, ore 18:00 | Black Panthers de Thonon | 21 – 14 referto | Pionniers de Touraine | \| Arbitro: \| Frossard \| |
| Arbitro:                  | Frossard                 |                 |                       |                            |

| 17 giugno 2023, ore 20:45 | Blue Stars de Marseille | 27 – 20 referto | Flash de La Courneuve | \| Arbitro: \| Vigne \| |
| Arbitro:                  | Vigne                   |                 |                       |                         |

### XXIX Casque de Diamant
| Thonon-les-Bains 1º luglio 2023, ore 19:00 | Black Panthers de Thonon | 35 – 18 referto | Blue Stars de Marseille | Stade Joseph-Moynat\| Arbitro: \| Vigne \| |
| Arbitro:                                   | Vigne                    |                 |                         |                                            |

## Verdetti
- Black Panthers de Thonon Campioni della Francia 2023 (4º titolo)